# Grand Prix moto d'Indonésie 1996
Le  Grand Prix moto d'Indonésie 1996 est la deuxième manche du championnat du monde de vitesse moto 1996. La compétition s'est déroulée du 5 au 7 avril 1996 sur le Sentul International Circuit.
C'est la 1re édition du Grand Prix moto d'Indonésie.

## Classement 500 cm3
| Pos  | Pilote            | Constructeur  | Temps/Écart     | Points |
| ---- | ----------------- | ------------- | --------------- | ------ |
| 1    | Mickael Doohan    | Honda         | 42 min 50 s 798 | 25     |
| 2    | Alex Barros       | Honda         | +3 s 227        | 20     |
| 3    | Loris Capirossi   | Yamaha        | +6 s 742        | 16     |
| 4    | Alex Criville     | Honda         | +7 s 428        | 13     |
| 5    | Carlos Checa      | Honda         | +10 s 638       | 11     |
| 6    | Luca Cadalora     | Honda         | +23 s 768       | 10     |
| 7    | Scott Russell     | Suzuki        | +30 s 754       | 9      |
| 8    | Jean-Michel Bayle | Yamaha        | +33 s 081       | 8      |
| 9    | Norifumi Abe      | Yamaha        | +37 s 094       | 7      |
| 10   | Alberto Puig      | Honda         | +37 s 135       | 6      |
| 11   | Doriano Romboni   | Aprilia       | +1 min 03 s 934 | 5      |
| 12   | Jeremy McWilliams | ROC Yamaha    | +1 min 07 s 139 | 4      |
| 13   | Shinichi Itoh     | Honda         | +1 min 08 s 088 | 3      |
| 14   | Frédéric Protat   | ROC Yamaha    | +1 tour         | 2      |
| 15   | Sean Emmett       | Harris Yamaha | +1 tour         | 1      |
| 16   | Laurent Naveau    | ROC Yamaha    | +1 tour         |        |
| 17   | Toshiyuki Arakaki | Yamaha        | +1 tour         |        |
| 18   | James Haydon      | ROC Yamaha    | +1 tour         |        |
| Abd. | Lucio Pedercini   | ROC Yamaha    | Abandon         |        |
| Abd. | Tadayuki Okada    | Honda         | Abandon         |        |
| Abd. | Eugene McManus    | Yamaha        | Abandon         |        |
| Abd. | Juan Borja        | Elf 500       | Abandon         |        |
| Abd. | Adrien Bosshard   | Elf 500       | Abandon         |        |

## Classement 250 cm3
| Pos  | Pilote                   | Constructeur | Temps/Écart     | Points |
| ---- | ------------------------ | ------------ | --------------- | ------ |
| 1    | Tetsuya Harada           | Yamaha       | 42 min 13 s 486 | 25     |
| 2    | Max Biaggi               | Aprilia      | +1 s 809        | 20     |
| 3    | Ralf Waldmann            | Honda        | +12 s 658       | 16     |
| 4    | Luis d'Antin             | Honda        | +22 s 728       | 13     |
| 5    | Nobuatsu Aoki            | Honda        | +22 s 772       | 11     |
| 6    | Jurgen Fuchs             | Honda        | +24 s 407       | 10     |
| 7    | Tohru Ukawa              | Honda        | +24 s 410       | 9      |
| 8    | Olivier Jacque           | Honda        | +31 s 935       | 8      |
| 9    | Sebastian Porto          | Aprilia      | +36 s 964       | 7      |
| 10   | Jean-Philippe Ruggia     | Honda        | +39 s 456       | 6      |
| 11   | Eskil Suter              | Aprilia      | +53 s 758       | 5      |
| 12   | Jurgen van den Goorbergh | Honda        | +1 min 02 s 343 | 4      |
| 13   | Luca Boscoscuro          | Aprilia      | +1 min 05 s 358 | 3      |
| 14   | Davide Bulega            | Aprilia      | +1 min 05 s 654 | 2      |
| 15   | Yasumasa Hatakeyama      | Honda        | +1 min 16 s 014 | 1      |
| 16   | Régis Laconi             | Honda        | +1 min 26 s 536 |        |
| 17   | Sete Gibernau            | Honda        | +1 min 30 s 048 |        |
| 18   | Gianluigi Scalvini       | Honda        | +1 tour         |        |
| 19   | Olivier Petrucciani      | Aprilia      | +1 tour         |        |
| 20   | Christophe Cogan         | Honda        | +1 tour         |        |
| Abd. | Osamu Miyazaki           | Aprilia      | Abandon         |        |
| Abd. | Massimo Ottobre          | Aprilia      | Abandon         |        |
| Abd. | Jamie Robinson           | Aprilia      | Abandon         |        |
| Abd. | Cristiano Migliorati     | Honda        | Abandon         |        |
| Abd. | Christian Boudinot       | Aprilia      | Abandon         |        |
| Abd. | Roberto Locatelli        | Aprilia      | Abandon         |        |
| Abd. | José Barresi             | Yamaha       | Abandon         |        |
| Abd. | Takeshi Tsujimura        | Honda        | Abandon         |        |
| Abd. | José Luis Cardoso        | Aprilia      | Abandon         |        |

## Classement 125 cm3
| Pos  | Pilote               | Constructeur | Temps/Écart     | Points |
| ---- | -------------------- | ------------ | --------------- | ------ |
| 1    | Masaki Tokudome      | Aprilia      | 41 min 38 s 797 | 25     |
| 2    | Haruchika Aoki       | Honda        | +0 s 099        | 20     |
| 3    | Peter Öttl           | Aprilia      | +7 s 359        | 16     |
| 4    | Dirk Raudies         | Honda        | +19 s 491       | 13     |
| 5    | Jorge Martinez       | Aprilia      | +22 s 321       | 11     |
| 6    | Noboru Ueda          | Honda        | +24 s 197       | 10     |
| 7    | Tomomi Manako        | Honda        | +24 s 325       | 9      |
| 8    | Stefano Perugini     | Aprilia      | +31 s 260       | 8      |
| 9    | Akira Saito          | Honda        | +33 s 357       | 7      |
| 10   | Andrea Ballerini     | Aprilia      | +33 s 799       | 6      |
| 11   | Valentino Rossi      | Aprilia      | +34 s 140       | 5      |
| 12   | Lucio Cecchinello    | Honda        | +41 s 543       | 4      |
| 13   | Ivan Goi             | Honda        | +41 s 706       | 3      |
| 14   | Kazuto Sakata        | Aprilia      | +51 s 169       | 2      |
| 15   | Frédéric Petit       | Honda        | +51 s 445       | 1      |
| 16   | Darren Barton        | Aprilia      | +55 s 425       |        |
| 17   | Jaroslav Huleš       | Honda        | +59 s 542       |        |
| 18   | Paolo Tessari        | Honda        | +1 min 00 s 279 |        |
| 19   | Josep Sarda          | Honda        | +1 min 07 s 873 |        |
| 20   | Petrus Canisius      | Yamaha       | +1 tour         |        |
| 21   | Achmad Jayadie       | Yamaha       | +1 tour         |        |
| Abd. | Manfred Geissler     | Aprilia      | Abandon         |        |
| Abd. | David de Gea         | Honda        | Abandon         |        |
| Abd. | José Antonio Ramirez | Yamaha       | Abandon         |        |
| Abd. | Angel Nieto Jr       | Aprilia      | Abandon         |        |
| Abd. | Yoshiaki Katoh       | Yamaha       | Abandon         |        |
| Abd. | Emilio Alzamora      | Honda        | Abandon         |        |
| Abd. | Garry McCoy          | Aprilia      | Abandon         |        |
| Abd. | Stefano Cruciani     | Aprilia      | Abandon         |        |
| Abd. | Loek Bodelier        | Honda        | Abandon         |        |
| Abd. | Gabriele Debbia      | Yamaha       | Abandon         |        |